# ماكس ستيل (فلم)
ماكس ستيل هو فلم خيال علمي، أكشن و مغامرة أمريكي . مخرج الفلم هو ستيوارت هندلر وكتبه كريستوفر يوست[2][2][2][1] نجوم الفلم هم بن وينتشل، آنا فيلافين، أندي غارسيا، ماريا بيلو، و بيلي سلوتر. الفلم يروي مغامرات المراهق ماكس ماكغراث ورفيقه الفضائي ستييل، الذي يسخره ويستخدم قواه ليتطور ليصبح البطل الخارق ماكس ستيل.
تم بدء التصوير في 29 أبريل 2014، في ويلمينغتون (كارولاينا الشمالية)، وانتهى في نهاية مايو 2016. من إنتاج دولفين فلمز وماتيل بلايغراوند برودكشن. صدر في 14 أكتوبر 2016 بواسطة أفلام أوبن رود[4][4][4][4][3].

## روابط خارجية
- مقالات تستعمل روابط فنية بلا صلة مع ويكي بيانات